# Electroanellus belokobylskiji
Electroanellus belokobylskiji (лат.) — ископаемый вид хальцидоидных наездников, единственный в составе рода † Electroanellus из подсемейства Tetracneminae семейства энциртид (Encyrtidae). Обнаружен в датском скандинавском янтаре, который датируется поздним эоценом, 33—37 млн лет. Наличие анеллуса между педицелем и первым сегментом жгутика является основным отличием нового таксона от большинства сохранившихся энциртид, а также всех описанных ископаемых видов. От всех известных эоценовых энциртид новое ископаемое отличается также относительно короткой маргинальной жилкой, длина которой равна ширине. Отнесение нового рода к подсемейству Tetracneminae подтверждается отсутствием filum spinosum в linea calva. Вид Electroanellus belokobylskiji был впервые описан в 2023 году украинским энтомологом Сергеем Анатольевичем Симутником (Институт зоологии им. И. И. Шмальгаузена НАН Украины, Киев, Украина) и назван в честь российского гименоптеролога Сергея Александровича Белокобыльского (Санкт-Петербург, ЗИН РАН).